# Bernardo Sayão
Bernardo Sayão là một đô thị thuộc bang Tocantins, Brasil. Đô thị này có diện tích 926,884 km², dân số năm 2007 là 4518 người, mật độ 4,87 người/km².